# آنری ال
آنری ال (فرانسوی: Henri Helle‎; ۴ سپتامبر ۱۸۷۳ – ۲۱ ژوئن ۱۹۰۱) کماندار اهل فرانسه بود.